# Saint-Amand-sur-Ornain
Saint-Amand-sur-Ornain ist eine französische Gemeinde mit 60 Einwohnern (Stand: 1. Januar 2022) im Département Meuse in der Region Grand Est. Sie gehört zum Kanton Ligny-en-Barrois im Arrondissement Bar-le-Duc.

## Geografie
Die Gemeinde Saint-Amand-sur-Ornain liegt am Fluss Ornain und am hier parallel verlaufenden Rhein-Marne-Kanal, etwa 25 Kilometer südöstlich von Bar-le-Duc. Nachbargemeinden sind Boviolles im Norden, Marson-sur-Barboure im Nordosten, Tréveray im Süden, Hévilliers im Südwesten und Naix-aux-Forges im Westen.

## Siehe auch

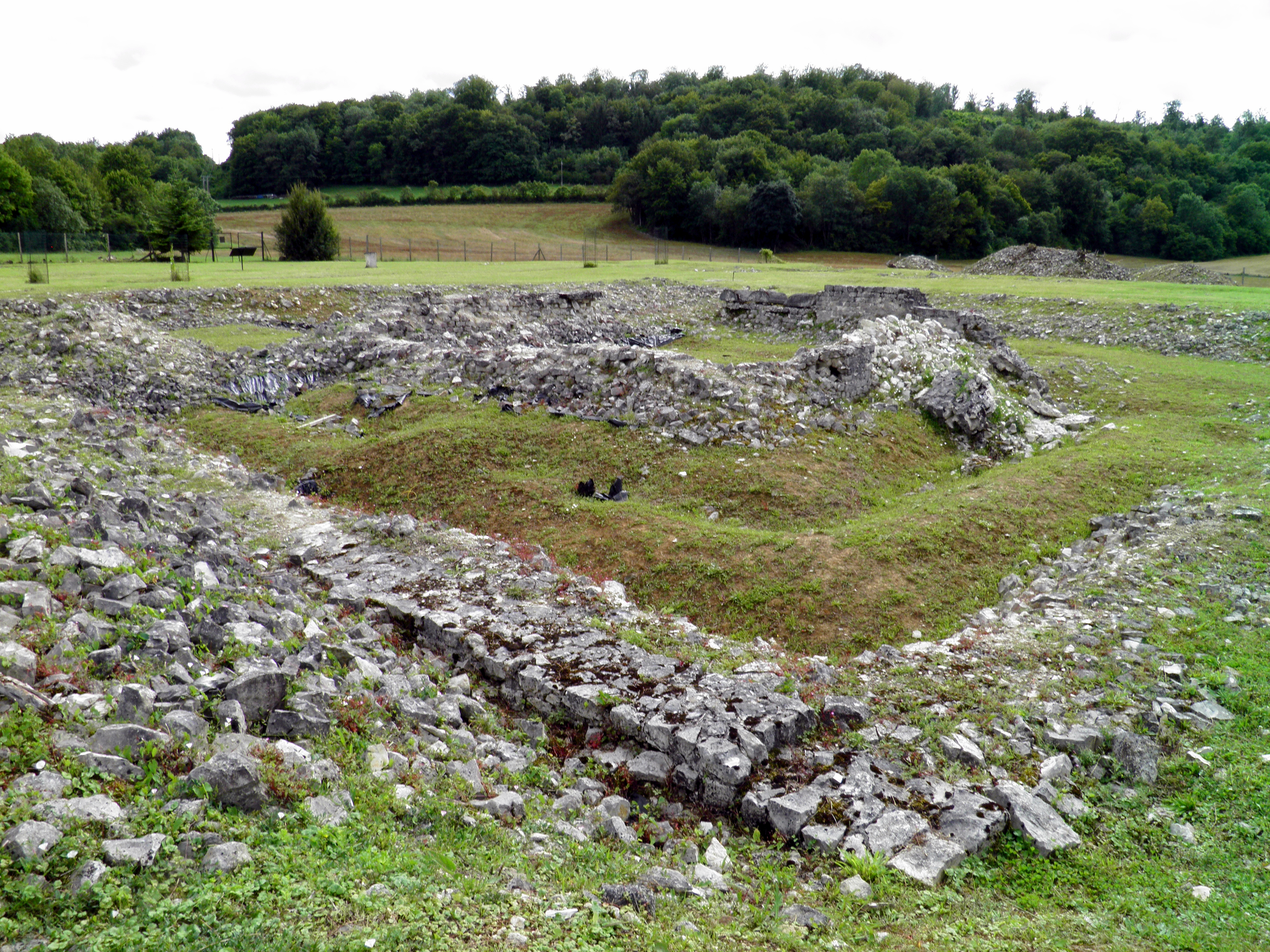
Ausgrabungsstätte eines leukischen Heiligtums

## Bevölkerungsentwicklung
| Jahr      | 1962 | 1968 | 1975 | 1982 | 1990 | 1999 | 2008 | 2019 |
| --------- | ---- | ---- | ---- | ---- | ---- | ---- | ---- | ---- |
| Einwohner | 134  | 115  | 106  | 87   | 82   | 83   | 61   | 49   |